# Saguenay–Lac-Saint-Jean
Le Saguenay–Lac-Saint-Jean (SLSJ) est l'une des dix-sept régions administratives du Québec, située sur la rive nord du Saint-Laurent. Le Saguenay–Lac-Saint-Jean est la troisième plus grande division territoriale du Québec avec une superficie de 95 761 km2. Sa plus grande ville est Saguenay.
Son administration territoriale est constituée de cinq municipalités régionales de comté (MRC) et de quarante-neuf municipalités locales. Les habitants du Saguenay et du Lac-Saint-Jean s'appellent respectivement les Saguenéens et les Jeannois. Collectivement, ils sont appelés Saguenay-Jeannois, dans le registre standard, ainsi que Bleuets dans l'usage familier. 
En dépit de cette étendue, c'est principalement le long de la rivière Saguenay et autour du lac Saint-Jean, dans une immense dépression du bouclier géologique canadien, que l'on retrouve tous les 286 738 Saguenay-Jeannois. La forêt et surtout l'eau sont les principales ressources naturelles de la région.
Habitée au départ par les Innus (anciennement appelés Montagnais), la région, exploitée par les premiers Européens (Français et Anglais) pour  le commerce des fourrures au XVIIe et XVIIIe siècles, est ouverte à la colonisation au cours du XIXe siècle, principalement par des gens de Charlevoix. L'installation de scieries et l'exploitation du bois pour la fabrication de la pâte à papier, puis du papier, permettent le développement économique au début du XXe siècle. Au cours des années 1920, les principaux cours d'eau sont harnachés pour la production électrique, ce qui mènera à l'implantation d'alumineries. Celles-ci stimuleront la croissance démographique et économique et la région deviendra alors un pôle industriel important.

## Géographie

### Géographie humaine
Le découpage administratif de la région a lieu le 29 mars 1966 avec la création des régions administratives du Québec. Entourée par les autres grandes régions du nord : la Côte-Nord au nord-est et le Nord-du-Québec au nord-ouest, le Saguenay–Lac-Saint-Jean est également bordé par la Mauricie au sud-ouest et la Capitale-Nationale au sud-est. 
Située au sud-est du Québec et au nord du fleuve Saint-Laurent, entre le 48° et le 53° de latitude nord et entre le 70° et le 75° de longitude ouest, la région du Saguenay–Lac-Saint-Jean représente la troisième division territoriale en superficie de la province avec ses 95 782 km2 (1,04 % du Canada et 6,74 % du Québec).

La région (en vert pâle) et son espace municipalisé (en vert foncé).

Elle couvre une superficie équivalente à la Corée du Sud, l'Indiana ou de plus de trois fois la Belgique. Sur une carte, les limites du territoire prennent la relative forme d'un cerf-volant inversé (550 kilomètres du nord au sud et 330 kilomètres d'est en ouest) et correspondent pratiquement au bassin hydrographique de la rivière Saguenay. 
La région est composée de quatre municipalités régionales de comté (MRC), ainsi que la ville de Saguenay, qui possède aussi le statut de MRC : Le Domaine-du-Roy, Maria-Chapdelaine, Lac-Saint-Jean-Est et Le Fjord-du-Saguenay.
Ces MRC regroupent un total de 49 municipalités, onze territoires non organisés et une réserve innue. Seuls les environs de la rivière Saguenay et du lac Saint-Jean sont constitués en municipalités, le reste, soit la grande majorité du territoire régional, est formé de territoires non organisés. 

L'espace municipalisé et ses divisions administratives.

Municipalités :
1. Albanel
2. Alma
3. Bégin
4. Chambord
5. Desbiens
6. Dolbeau-Mistassini
7. Ferland-et-Boilleau
8. Girardville
9. Hébertville
10. Hébertville-Station
11. Labrecque
12. Lac-Bouchette
13. La Doré
14. Lamarche
15. L'Anse-Saint-Jean
16. Larouche
17. L'Ascension-de-Notre-Seigneur
18. Métabetchouan–Lac-à-la-Croix
19. Normandin
20. Notre-Dame-de-Lorette
21. Péribonka
22. Petit-Saguenay
23. Rivière-Éternité
24. Roberval
25. Saguenay
26. Saint-Ambroise
27. Saint-André-du-Lac-Saint-Jean
28. Saint-Augustin
29. Saint-Bruno
30. Saint-Charles-de-Bourget
31. Saint-David-de-Falardeau
32. Saint-Edmond-les-Plaines
33. Sainte-Hedwidge
34. Sainte-Jeanne-d'Arc
35. Sainte-Monique
36. Sainte-Rose-du-Nord
37. Saint-Eugène-d'Argentenay
38. Saint-Félicien
39. Saint-Félix-d'Otis
40. Saint-François-de-Sales
41. Saint-Fulgence
42. Saint-Gédéon
43. Saint-Henri-de-Taillon
44. Saint-Honoré
45. Saint-Ludger-de-Milot
46. Saint-Nazaire
47. Saint-Prime
48. Saint-Stanislas
49. Saint-Thomas-Didyme

Territoires non-organisés :
- Belle-Rivière
- Chute-des-Passes
- Lac-Achouakan
- Lac-Ashuapmushuan
- Lac-Ministuk
- Lac-Moncouche
- Lalemant
- Mont-Apica
- Mont-Valin
- Rivière-Mistassini
- Sainte-Élisabeth-de-Proulx

Réserve innue :
- Mashteuiatsh

### Géographie physique

#### Géologie et relief

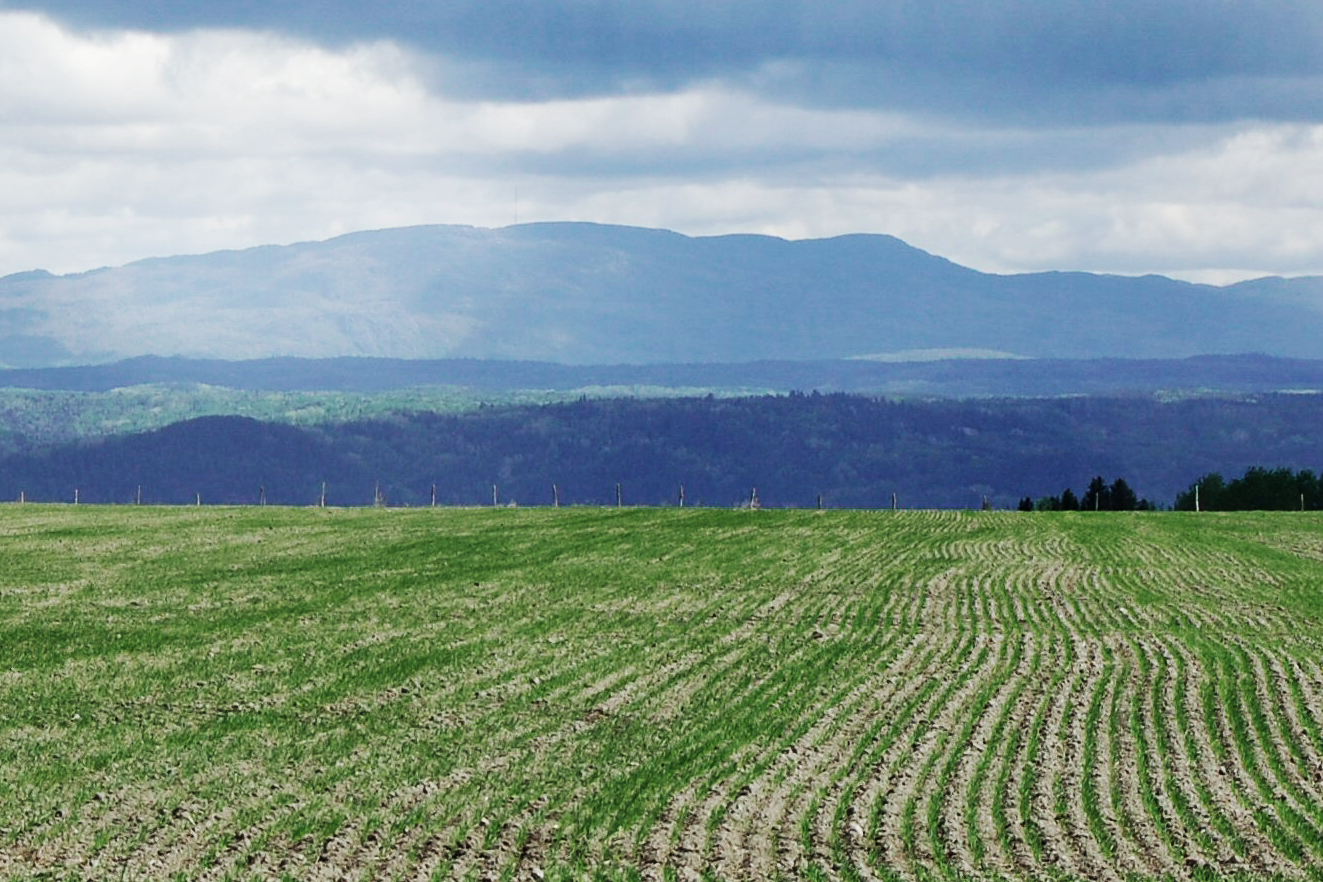
Le graben du Saguenay, surplombé au nord par les monts Valin.

Comme près de 90 % du territoire québécois, le sous-sol de la région du Saguenay–Lac-Saint-Jean fait partie du bouclier canadien. Situé plus précisément dans la province de Grenville, il est formé en majeure partie de roches ignées (gneiss, anorthosite et granite) de l’ère précambrienne et, à l'est du lac Saint-Jean et près du secteur Chute-aux-Galets, à Shipshaw, de roches de la période du Paléozoïque.
Cette composition solide, érodée par le temps, a donné naissance à un relief arrondi et peu abrupt dans la plupart des plateaux qui entourent la vallée encaissée entre deux failles (les monts Valin au nord et l'abrupte d'Héberville au sud) dans laquelle on trouve la majeure partie de la population de la région. L'élévation se fait principalement par plateaux.
Par exemple, au Saguenay, la majeure partie des sols en dessous de 100 mètres prend la forme de microreliefs élaborés par un ravinement intense. La section de 100 à 180 mètres s'élève en plateaux et représente les terres les plus favorables à l'agriculture. Au-delà de 180 mètres, le relief adopte les caractéristiques du bouclier canadien avant une élévation rapide causée par les massifs des monts Valin, point culminant de la région (pic Dubuc à 980 mètres), au nord et le massif des Laurentides au sud.
C'est au Quaternaire, durant la dernière grande glaciation, que la plupart des sols prendront leur apparence actuelle. Le relief de la région est composé de hautes-terres (plateau des Laurentides et plateau du Labrador), façonnées par des glaciers de 2 kilomètres d'épaisseur il y a 12 000 ans et pauvres en sédiments ainsi que les basses-terres (pourtour du lac Saint-Jean et basses-terres du Saguenay séparés par le horst de Kénogami) résultant de l'invasion marine qui suivit la glaciation 1 500 ans plus tard et qui forma le golfe de Laflamme, un bras de la mer de Champlain. Les sols inférieurs à 180 mètres résultent de dépôts marins argileux.

Topographie de l'espace municipalisé du Saguenay–Lac-Saint-Jean.

Les sols argileux de la région, où demeure la majeure partie de la population représentent les principales terres fertiles mais démontrent également leur instabilité par les nombreux exemples visibles d'anciens glissements de terrain. Ces zones, la plupart du temps situés près des cours d'eau, provoquent parfois des coulées argileuses.
Les événements de Saint-Jean-Vianney sont une preuve éloquente de l'instabilité des sols de la région. Le 4 mai 1971, une partie de ce village situé sur la rive nord de la rivière Saguenay, près de Jonquière, s'est effondré dans la rivière à la suite d'un glissement de terrain laissant un cratère de 32 hectares et causant 31 morts.

#### Fjord du Saguenay

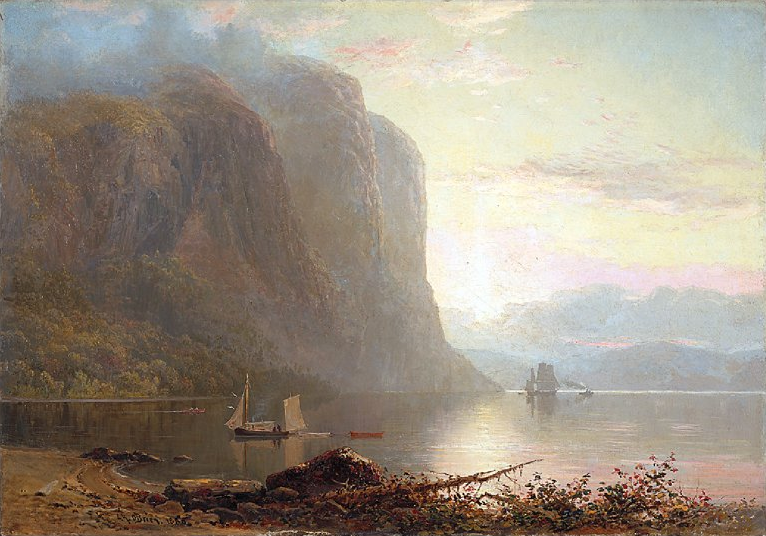
Lever du soleil sur le fjord du Saguenay, par Lucius Richard O'Brien.

Une des principales particularités géomorphologiques de la région est le fjord du Saguenay. Constituant l'un des rares fjords qui ne débouchent pas sur une mer, cette profonde déchirure du bouclier canadien est considérée comme le fjord le plus méridional du monde. Les falaises escarpées surplombant la rivière Saguenay aurait été formées par une succession d'événements géologiques s'échelonnant sur 900 millions d'années. La phase finale se serait produite il y a 180 millions d'années, créant un fossé d'effondrement appelé graben du Saguenay. Les glaciers auraient par la suite altéré et modelé cette gigantesque faille en forme d'auge, caractéristique des vallées glaciaires. À la suite du retrait des glaciers, l'eau de mer envahissait le secteur conférant à la faille ses caractéristiques de fjord, soit une vallée glaciaire envahie par la mer.
Le fjord du Saguenay est aujourd'hui une aire protégée, un statut assumé pour sa partie terrestre par le Parc national du Saguenay et par le Parc marin du Saguenay/Saint-Laurent pour sa partie maritime. Cette réalisation est le fruit d'une concertation des deux paliers gouvernementaux, fédéral et provincial, ce qui constitue un précédent au Québec en matière de protection de territoire.
Recevant à la fois l'eau salée du fleuve Saint-Laurent et l'eau douce du lac Saint-Jean, la rivière fait près de 120 kilomètres de longueur, possède une largeur maximale de 3 kilomètres et une profondeur maximale de 275 mètres.

#### Plaine du Lac Saint-Jean

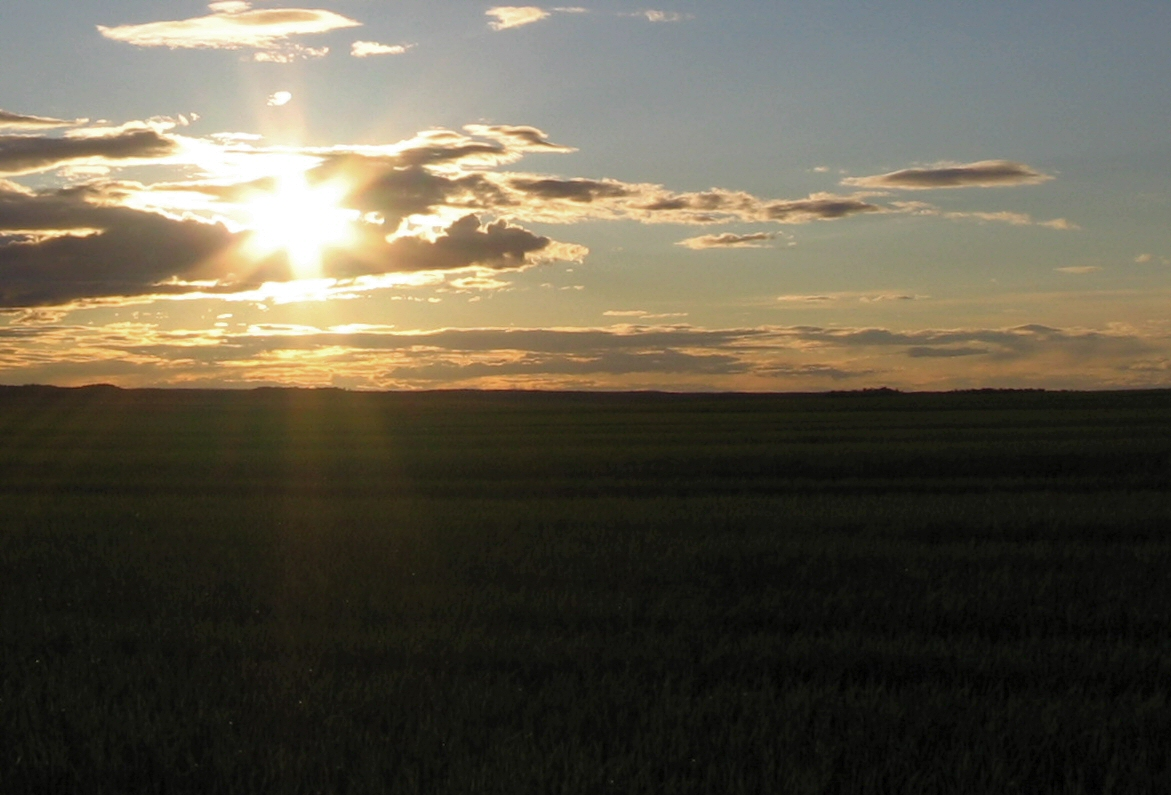
Plaine du Lac Saint-Jean à Albanel.

Le pourtour du lac Saint-Jean, réservoir d'eau douce, est le résultat du retrait du golfe de Laflamme de la mer de Champlain il y a 10 000 ans. Constituant une plaine fertile à l'est comme à l'ouest, enrichie par des dépôts marins argileux, cette vallée est entourée par le bouclier canadien.

### Hydrographie

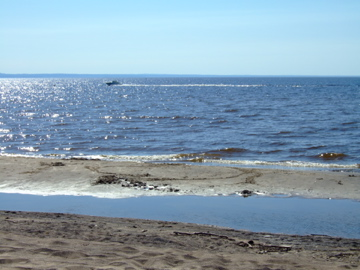
Plage sablonneuse du Lac Saint-Jean à Métabetchouan–Lac-à-la-Croix.

L'eau douce recouvre plus de 7,4 % (7 929 km2) de la superficie du Saguenay–Lac-Saint-Jean. On y compte des milliers de cours d’eau et plus de 35 000 lacs. Le territoire englobé par la région correspond de très près au bassin hydrographique des affluents de la rivière Saguenay. Avec des ramifications sur 88 000 km2, il est le deuxième plus grand bassin affluent du fleuve Saint-Laurent après la rivière des Outaouais. La région compte 24 sous-bassins.
La rivière Saguenay possède un débit de 1 750 m3/s et peut atteindre une profondeur de 278 mètres dans son fjord. Des marées sont présentes jusqu’à Chicoutimi. Plusieurs rivières se jettent directement dans le Saguenay, on compte de l’aval vers l’amont la rivière Sainte-Marguerite, la rivière Petit Saguenay, la rivière Saint-Jean, la rivière Éternité, la rivière Ha! Ha! et la rivière à Mars dans la baie des Ha! Ha!, la rivière Valin, la rivière Caribou, la rivière du Moulin, le lac Kénogami (49 km2) via ses émissaires la rivière Chicoutimi et la rivière aux Sables, la rivière Shipshaw, la rivière Mistouk et la rivière Bédard.
Se jetant dans la rivière Saguenay par la Grande et la Petite Décharge, le lac Saint-Jean collecte les eaux de 90 % du bassin et avec ses 1 041 km2 est le cinquième plus grand lac du Québec. Ses principaux affluents, par ordre de superficies de leur bassins versants, sont la rivière Péribonka et Petite Péribonka, les rivières Mistassini et Mistassibi, la rivière Ashuapmushuan, la rivière Métabetchouane, la rivière Ouiatchouan, la rivière Ticouapé, la Belle Rivière, la rivière des Aulnaies, la rivière Ouiatchouaniche et la rivière aux Iroquois.
Parmi les milliers d’autres étendues d’eau douce de la région, les plus importantes sont le réservoir Pipmuacan (676 km2), le lac Manouane (Mont-Valin) (465 km2), le réservoir Plétipi (331 km2) et le réservoir Péribonka (676 km2).

### Climat
Le Saguenay–Lac-Saint-Jean est l'une des régions habitées les plus au nord de l'écoumène québécois. La température dans la vallée qui ceinture le Saguenay et le lac Saint-Jean est toutefois plus clémente que sur les massifs dans lesquels elle est encaissée d'où son surnom d'« oasis tempérée en milieu nordique ».
La région possède un climat humide à été frais selon la classification de Köppen et une moyenne de température de 2 °C dans l'espace municipalisé ; cette moyenne oscille entre 1,4 au nord du Lac Saint-Jean et 3,3 au Saguenay.

## Histoire

### Époque pré-coloniale
Les premiers occupants du Saguenay–Lac-Saint-Jean sont les Innus (ou Montagnais), plus précisément les Kakoutchak ou la Nation du porc-épic, qui s'établissent au cours du Ve millénaire av. J.-C.. Vivant principalement de chasse et de pêche, ils sont nomades et se déplacent sur tous les territoires de la région jusqu'à la Côte-Nord. Bien qu'ils soient sur le territoire depuis plusieurs millénaires, leur mode de vie en symbiose avec la nature rend leurs traces très discrètes
. À leur arrivée au Saguenay, les premiers européens explorent une contrée pratiquement à l'état vierge.
Par sa situation entre le fleuve Saint-Laurent et la Baie d'Hudson et sa faune abondante, le Saguenay–Lac-Saint-Jean est également un point de rencontre important pour la majorité des nations amérindiennes de l'est du Canada. Des fouilles archéologiques permettent de révéler le passage de Cris, d'Attikameks, d'Abénaquis et d'Iroquois.

### Exploration européenne

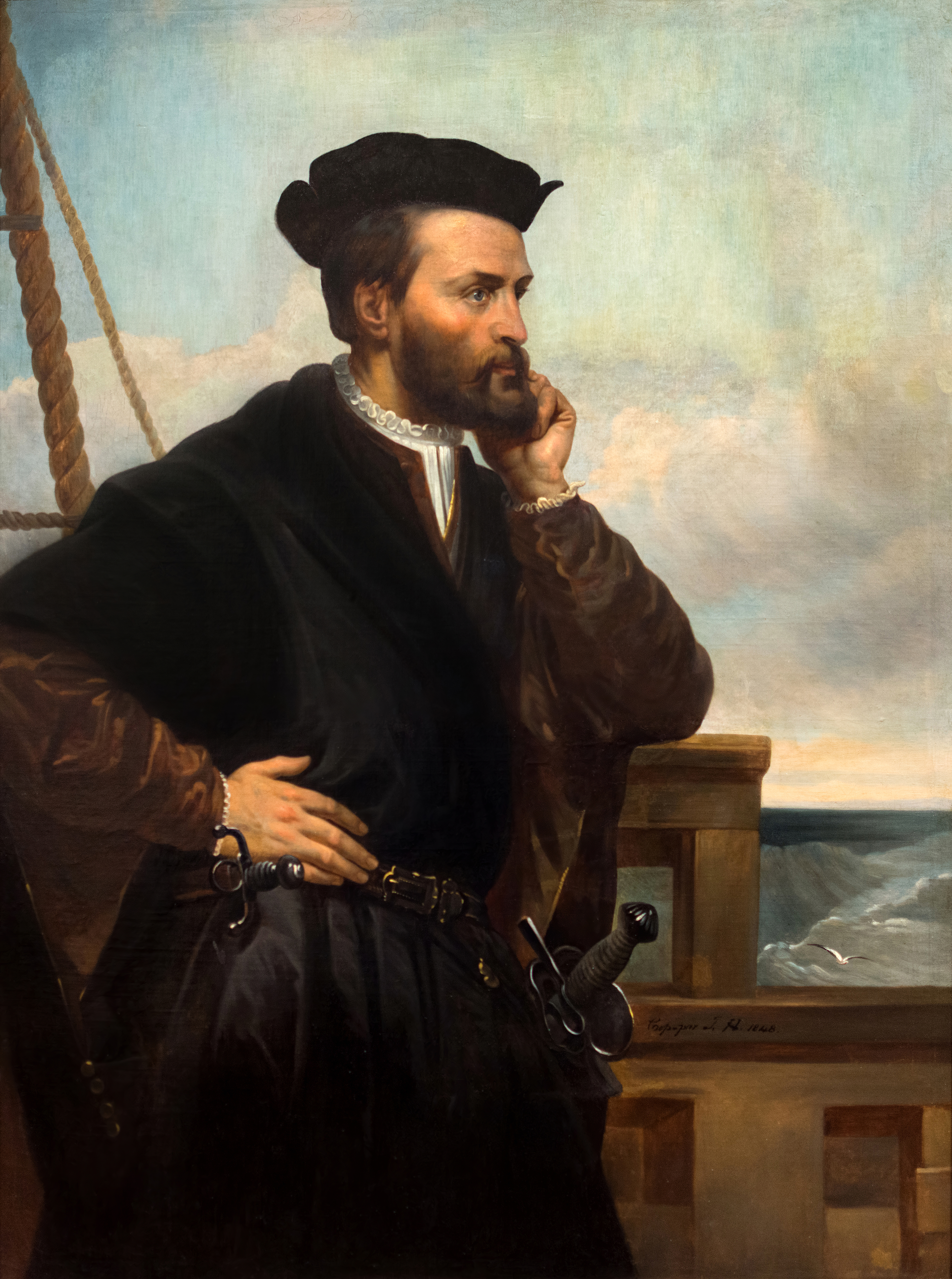
Jacques Cartier est considéré comme le découvreur de la région.

Dès 1526, les premiers morutiers et baleiniers européens naviguent dans le golfe du Saint-Laurent et jettent l'ancre aux alentours de Tadoussac, bien avant le premier établissement permanent érigé en 1550. Le 1er septembre 1535, au cours de son deuxième voyage, Jacques Cartier découvre officiellement le Fjord du Saguenay en mouillant la Grande Hermine, la Petite Hermine et l'Émérillon à Tadoussac, lieu situé à l'embouchure de la rivière. Les Amérindiens qu'il avait amenés en France à la suite de son premier voyage en 1534, Taignoagni et Domagaya, lui avait déjà parlé du Royaume du Saguenay. Donnacona, le chef de Stadaconé, confirmera également ces dires lors de sa visite à François Ier en 1536 : « [Un] royaume appelé Saguenay, où les gens étaient habillés comme en France et où se trouvaient des mines de cuivre rouge » ».
Les limites de ce royaume sont décrites à l'époque comme partant du site actuel Sept-Îles jusqu'à l'île d'Orléans et englobant tout l'arrière pays jusqu'au lac Supérieur. Les deux chemins d'accès vers ces terres de l'intérieur du continent « d'où l'eau sort » (saki-nip, Sagnenay dans la langue amérindienne) sont la rivière Saguenay et la rivière des Outaouais. C'est Jacques Cartier qui baptise la rivière Saguenay, le nom donné par les nations autochtones est Pitchitaouichetz.
Venu avec Jean-François de La Rocque de Roberval en 1542, le pilote Jean Alfonce entreprend d'explorer l'entrée du fjord du Saguenay. La force du courant, qui l'empêche de se rendre bien loin, lui laisse croire que la rivière pourrait être un bras de mer vers l'océan Pacifique.

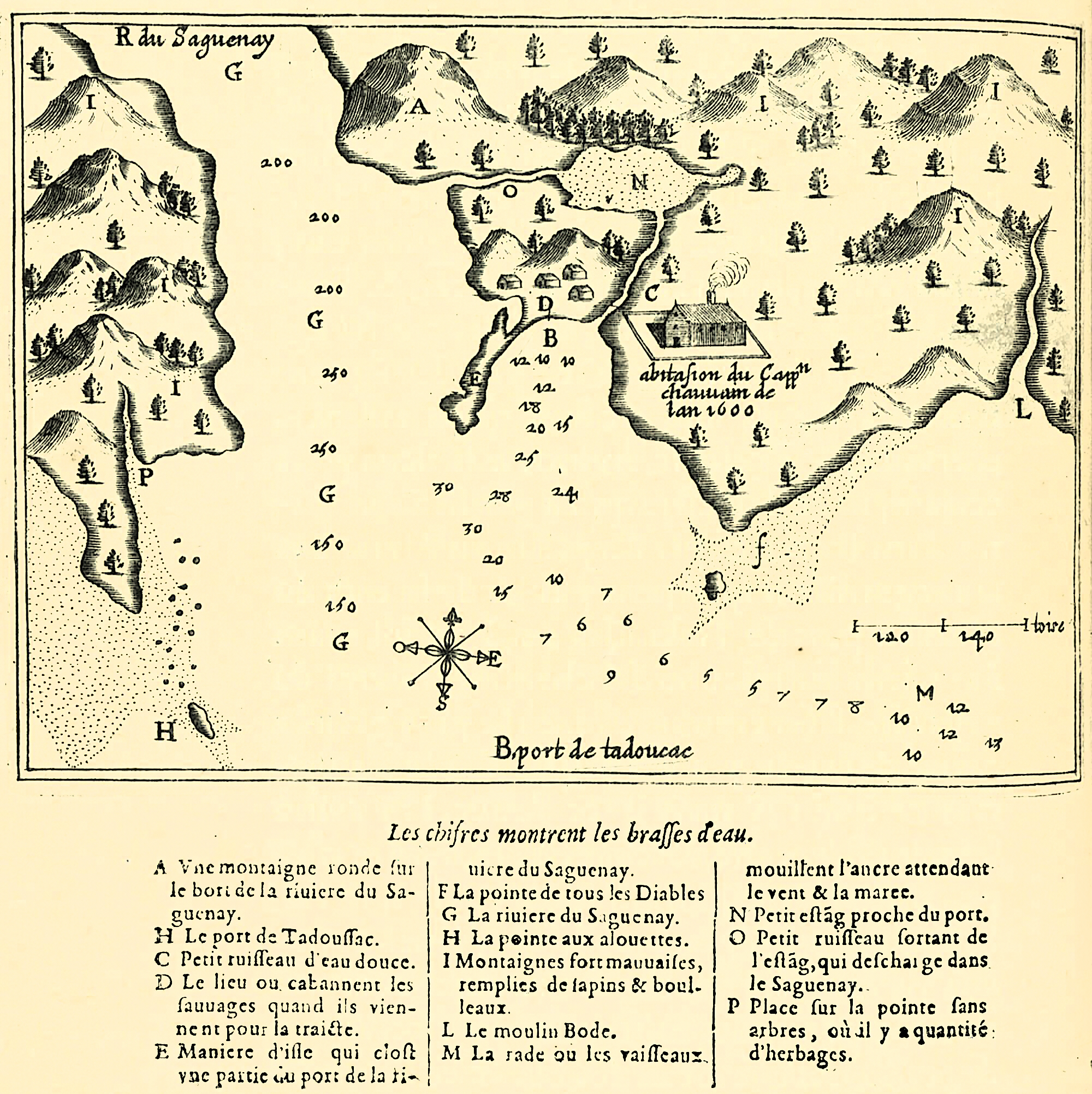
Carte du Port de Tadoussac par Samuel de Champlain, 1608.

Peu à peu, la traite des fourrures, découlant d'une demande de plus en plus forte pour les peaux de castors utilisées dans la confection de chapeaux en France, s'intensifie au point d'être la principale activité économique en Nouvelle-France au cours de la seconde moitié du XVIe siècle, reléguant la pêche au rang d'activité secondaire. Tadoussac, qui est un carrefour économique important pour les Kakouchack, est à cette époque de plus en plus prisé par les marchands français qui y voient une alternative à l'approvisionnement en peaux depuis la destruction de la Huronie en 1648-1649, et aux Grands Lacs pris d'assaut par des Iroquois qui chassent pour les marchands des colonies hollandaises d'Amérique. Tadoussac devient rapidement un lieu d'échange très fréquenté par les Français et les Basques de 1560 à 1600 ; durant l'été, on peut y voir jusqu'à 20 vaisseaux à la fois. Malgré ce fort achalandage d'Européens à son embouchure, la rivière Saguenay et son bassin demeurent un mystère pour ces marchands qui concluent entre 1560 et 1565 une entente avec les Kakouchack pour établir une chasse gardée au Saguenay contre un approvisionnement en peaux à Tadoussac.
| Détenteur(s) du monopole     | Période     |
| ---------------------------- | ----------- |
| Pierre Chauvin               | 1600 - 1603 |
| Aymar de Chaste              | 1603        |
| Pierre Dugua de Mons         | 1603 - 1607 |
| Compagnie des Marchands      | 1614 - 1620 |
| Compagnie des Sieurs de Caen | 1621 - 1627 |
| Compagnie des Cents-Associés | 1627 - 1652 |

Cette chasse gardée retardera toute exploration supplémentaire de la région avant l'arrivée de Samuel de Champlain au début du XVIIe siècle. En 1600, le roi Henri IV change les pratiques commerciales à Tadoussac et offre le monopole de traite à un certain Pierre Chauvin qui, en échange de cette faveur du roi, doit amener de France et implanter 50 colons par année. Chauvin décide d'implanter le peuplement à Tadoussac, cet endroit est décrit plus tard par Samuel de Champlain comme « le lieu le plus désagréable et le plus infructueux qui soit en ce pays ». La première année sera désastreuse pour Chauvin ; l'hiver canadien viendra à bout de 13 des 16 colons français établis sur place. La colonisation est abandonnée dès 1601. Chauvin décède en 1603 à la suite de son dernier voyage au Saguenay.
Le monopole d'exploitation de Tadoussac et ses alentours est accordé en 1603 à Aymar de Chaste, qui charge Samuel de Champlain d'explorer le territoire et de lui rapporter le plus d'informations possibles. L'explorateur mouille son bateau la Bonne-Renommée à Tadoussac le 24 mai 1603 et conclut un traité d'alliance, le premier de Nouvelle-France, avec les Innus et leur chef, le grand sagamo Anadabijou, sur la Pointe-aux-Alouettes à Baie Sainte-Catherine, situé sur l'autre rive de l'embouchure du Saguenay le 27 mai 1603.
Le 11 juin 1603, Samuel de Champlain pénètre de 40 à 50 kilomètres dans le fjord du Saguenay. N'y trouvant pas d'endroit propice à la colonisation, il rebrousse chemin. Il retournera en France le 16 août après avoir exploré le fleuve Saint-Laurent. Aymar de Chaste meurt la même année et le monopole est accordé à Pierre Dugua de Mons jusqu'en 1607, année où le monopole est levé jusqu'en 1614.
En dépit de la fondation de Québec en 1608, toutes les marchandises transitant entre la Nouvelle-France et l'Europe sont reçues et expédiées par le port de Tadoussac jusqu'en 1632.
En 1628, les frères Kirke, des huguenots français à la solde de l'Angleterre, envahissent la Nouvelle-France avec une flotte de neuf navires. L'un d'entre eux, David Kirke, se rend à Tadoussac pour y brûler toutes les barques du port et capturer le plus gros navire. En 1629, les frères Kirke reviennent d'Angleterre avec 14 navires de guerre, Samuel de Champlain est forcé, par la supériorité numérique et militaire de ces adversaires, de donner la reddition de Québec le 19 juillet 1629. La colonisation sera perturbée jusqu'en 1632, année de la reprise du territoire par la France. Tadoussac sera de plus en plus délaissé au profit de Québec après la reprise de la colonisation.
Le premier missionnaire du Saguenay est un récollet du nom de Jean Dolbeau, il est de passage à Tadoussac à l'automne 1615 alors qu'il entreprend de suivre des coureurs des bois innus. Cependant, c'est en 1617 qu'est célébrée la première messe à Tadoussac par le père récollet Paul Huet. Les missionnaires sont que de passage jusqu'en 1639.
De 1625 à 1629, un groupe de jésuites composé des pères Jean de Brébeuf, Charles Lalemant, Ennemont Massé et le frère Gilbert Buret s'installent temporairement à Tadoussac pour tenter d'évangeliser les Kakouchacks du Saguenay.
Pour qu’un premier explorateur pose le pied sur l’actuel territoire de Chicoutimi, il faut attendre le père Jean de Quen qui, à la demande des tribus du Piekouagami (lac Saint-Jean) atteintes d’une épidémie dévastatrice, emprunte la rivière Chicoutimi pour se rendre au lac Kénogami puis au lac Saint-Jean du 11 au 16 juillet 1647.

### Commerce des fourrures
En mai 1652, l’épidémie perdure et force l’établissement d’une mission au lac Saint-Jean par les jésuites qui utilisent la même route que le père Jean Dequen pour se rendre à destination. Selon leurs récits, plusieurs sépultures amérindiennes jonchent alors les rives du Saguenay du fait des ravages importants de l’épidémie. Les missionnaires empruntent cette route jusqu’en 1671 pour venir en aide aux tribus victimes de l'épidémie et de la guerre contre les Iroquois.
La première mention du nom Chicoutimi remonterait à cette époque. En l’an 1661, on pouvait lire dans La Relation du Père Gabriel Bruillet et Claude Dablond :

« Chicoutimi, lieu remarquable pour être le terme de la belle navigation et le commencement des portages. »

### Ouverture à la colonisation
Entre 1828 et 1836, des demandes sont acheminées par des habitants de Charlevoix au gouvernement du Bas-Canada à fin de permettre la colonisation au nord de leur région, dans ce qui est aujourd'hui le Saguenay–Lac-Saint-Jean. Les demandes sont justifiées par le surpeuplement relatif de Charlevoix par rapport aux terres arables disponibles mais également par l'intérêt des marchands de bois qui convoitaient les forêts avoisinantes de pin blanc. Les pressions portèrent fruit et la colonisation fut officiellement autorisée en 1842, alors que dans les faits, environ 1800 Charlevoisiens venaient déjà de se déplacer sur la rive sud de la rivière Saguenay, vivant de la coupe du bois. Le premier groupe organisé d'investisseurs, dont les activités déclenchèrent le peuplement permanent de la région, se nommait la Société des vingt-et-un et l'un de ses membres les plus connus et ayant été le plus influent dans l'histoire du Saguenay est probablement William Price.
Avec le temps, un circuit migratoire s'est installé entre la région et celle de Charlevoix, de telle sorte que des échanges culturels prennent forme (illustré notamment par la culture de la gourgane importée par les charlevoisiens, ou encore les palmarès similaires des principaux noms de famille (Tremblay, Bouchard, Gagnon, etc.). Par la suite toutefois, l'immigration au Saguenay s'est diversifiée, par exemple à partir des régions de l'est du Québec mais aussi de l'ouest.

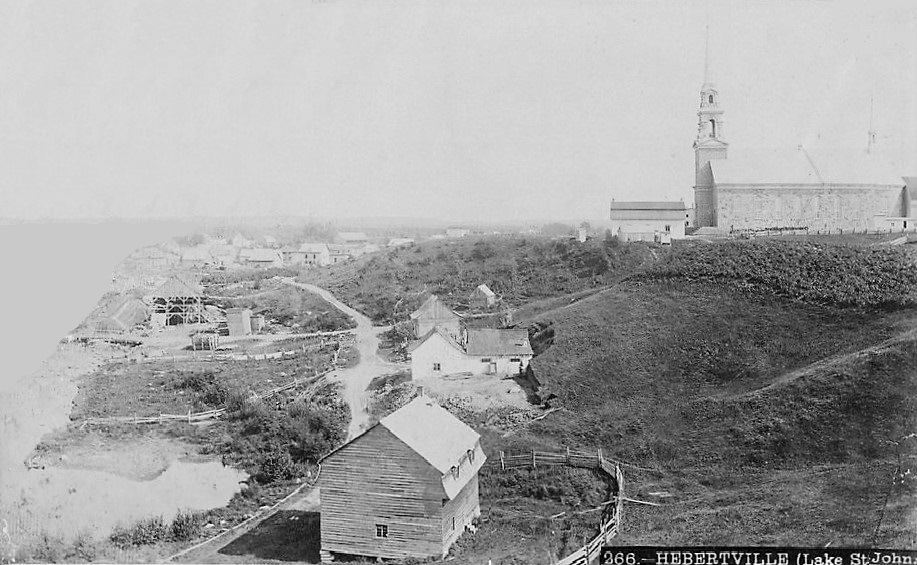
Hébertville, vers 1890.

Dès la fin des années 1830, les premiers noyaux de peuplement se situent à La Baie et L'Anse-Saint-Jean, puis le mouvement gagne le Haut-Saguenay, et vers 1865, toute la moitié sud du lac Saint-Jean, entre les rivières Saguenay et Ashuapmushuan. Entre-temps, un autre mouvement migratoire débouche sur la plaine d'Hébertville en 1849. Quant à l'est du lac Saint-Jean, l'occupation progresse plus lentement et d'est en ouest : de Saint-Fulgence en 1839 jusqu'à Saint-Charles en 1864. Par la suite, la colonisation totale du Saguenay–Lac-Saint-Jean perd de sa vitesse. Néanmoins, au nord-ouest du lac, on s'approprie la plaine de Normandin dès 1870, alors que l'occupation du territoire déborde un peu plus au sud du lac, dans les hautes terres du Bouclier canadien.
Jusqu'en 1910, le passage du Chemin de fer transcontinental au Canada à partir des années 1890 aidera à compléter la colonisation de tout le pourtour du lac Saint-Jean, particulièrement en désenclavant son nord éloigné, entre les rivières Péribonka et Mistassini, mais aussi en faisant déborder des noyaux déjà établis : au sud de Roberval, dans les collines de Larouche, vers le canton de Ferland, etc. Au cours des deux prochaines décennies, la colonisation ne fait que des gains marginaux, dans des secteurs éloignés plus au nord. Enfin, l'expansion du territoire prend fin dans les années 1940.

### Industrie de l’aluminium (1923-1945)

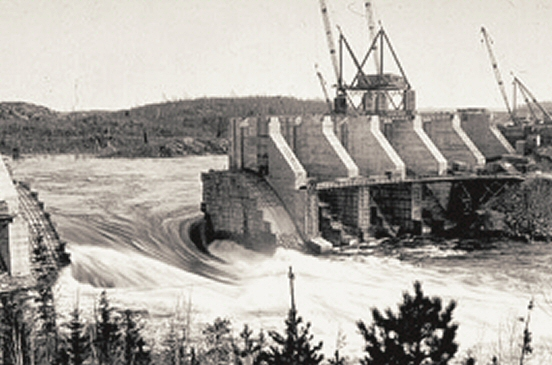
Barrage de l'Isle-Maligne en construction.

Les premières tentatives de harnacher la rivière Saguenay remontent au début du siècle alors que Thomas H. Wilson achète le réservoir en aval de Chute-à-Caron en 1901 et L. T. Haggin achète les terres en bordure de l’Isle-Maligne. Le reste de la rivière entre ces deux points revient à Benjamin A. Scott, un entrepreneur de Chicoutimi qui gère une scierie à Roberval. Malgré l’acquisition des droits par ces industriels, aucun projet de barrage hydroélectrique ne sera concrétisé avant l’arrivée du géant du tabac James Buchanan Duke. Ce dernier acquiert les droits de la rivière à la suite d'une visite en 1912 du Saguenay en aval de Chicoutimi jusqu’à Alma. La Première Guerre mondiale éclate en 1914 et retarde ses projets de barrages hydroélectriques.
Peu après la guerre, alors que l’industrie de la pâte à papier s’affaiblit dans les années 1920 pour être abandonnée ou complètement remplacée par la production papetière dans les années 1930, Duke collabore avec William Price III qui obtient les permis du gouvernement québécois en décembre 1922 pour exploiter le site de l’Isle Maligne sur la Grande Décharge près d’Alma. La construction du barrage de l’Isle-Maligne s’échelonne de 1923 à 1925. En tout, 40 % des 720 MW produits par la centrale sont réservés pour la nouvelle usine de papier de Riverbend, détenue par Price. Les surplus sont achetés le 15 avril 1925 par la compagnie Alcoa et son dirigeant Arthur Vining Davis lors d'une fusion avec les intérêts détenus par Price et Duke au Saguenay. Les deux hommes meurent respectivement en 1924 et 1925.
Alcoa devient propriétaire des droits d'exploitation de la rivière Saguenay et entreprend, dès le 24 juillet 1925, la construction de la ville industrielle d'Arvida. En 1926, la compagnie se porte acquéreur de la Compagnie de Chemin de fer Roberval–Saguenay et des installations portuaires et ferroviaires de Port-Alfred à la suite de la liquidation de la Compagnie de Pulpe de Chicoutimi et ses infrastructures. Le 26 juillet de la même année, les cuves de l'usine d'Arvida commencent la production d'aluminium.

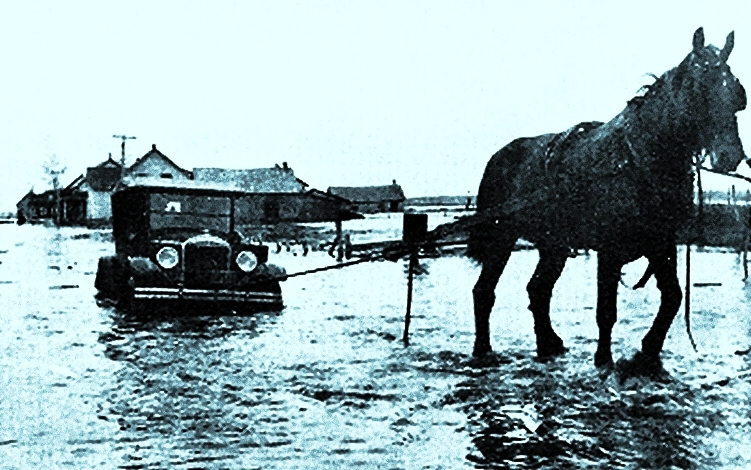
Inondation à Roberval en 1928.

Alors que le Saguenay bénéficie de l'essor économique apporté par l'implantation d'une nouvelle industrie, le lac Saint-Jean subit la montée des eaux entrainée par l'inauguration officielle et la fermeture des vannes du barrage de l’Isle-Maligne le 24 juin 1926. L'augmentation des eaux du lac cause des inondations à Roberval, Chambord, Saint-Jérôme, Saint-Gédéon et Saint-Prime en plus d'engloutir les deux tiers de la paroisse de Saint-Méthode, en aval de Saint-Félicien, et d'inonder à jamais près de 3 240 hectares de terres arables causant des dommages pour près de 800 propriétaires de terres. Ces événements ainsi que la lutte acharnée et sans résultats des agriculteurs pour obtenir réparation de la part des gestionnaires du barrage sont décrits comme la tragédie du lac Saint-Jean. Les villes affectées par les inondations de 1926 le seront également en 1928 alors qu'un printemps pluvieux cause une montée des eaux encore plus importante mais passagère.
En 1927, une autre ville de compagnie est fondée par la Lake Saint-John Power and Paper à la confluence des rivières Mistassini et Mistassibi ; il s'agit de Dolbeau, au lac Saint-Jean, dont l'économie repose sur l'exploitation forestière et la fabrication de papier. En 1929, cette municipalité compte déjà 4 000 habitants. Pendant ce temps, au Saguenay, la centrale de la Chute-à-Caron est en construction jusqu'à son inauguration en 1931.
La Grande Dépression des années 1930 touche autant le Saguenay industriel que le Lac Saint-Jean agricole ; d'une part les usines réduisent leur nombre d'employés et l'on assiste à l'effondrement de plusieurs coopératives agricoles. Dans le domaine des pâtes et papiers on assiste à la fermeture temporaire de l'usine de Port-Alfred au cours de l'année 1931, à la fermeture permanente de la Pulperie de Chicoutimi en 1930 et à une réduction de moitié du nombre de travailleurs aux usines de Jonquière et Kénogami alors que la Price Brothers and Company déclare faillite en 1933. De son côté, l'aluminerie d'Arvida réduit sa main-d'œuvre de 60 % et est considérée au bord du gouffre 6 ans après sa construction. Tandis que des subventions de l'État aident les agriculteurs à s'en sortir, plusieurs grands projets sont financés par le gouvernement dans les villes durant ces années de crise comme le pont Sainte-Anne à Chicoutimi qui est inauguré en 1934. D'autres grandes voies de communications sont améliorées durant cette période comme les routes de terre vers Saint-Siméon (170), Saint-Urbain (381) et Québec à partir d'Héberville (169).

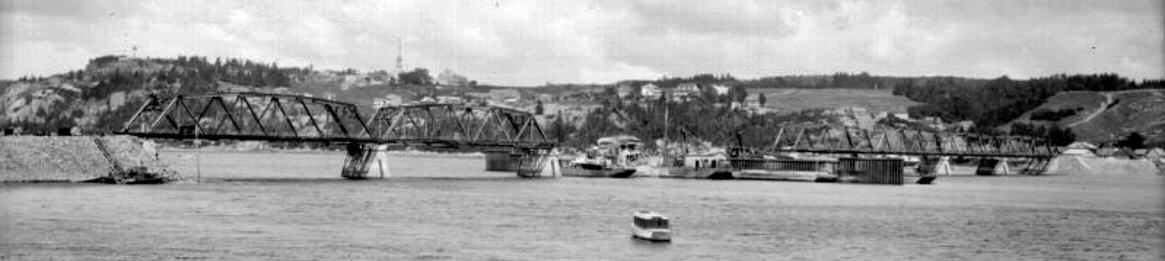
Construction du pont Sainte-Anne qui reliera Chicoutimi à Sainte-Anne-de Chicoutimi (septembre 1933).

## Chronologie

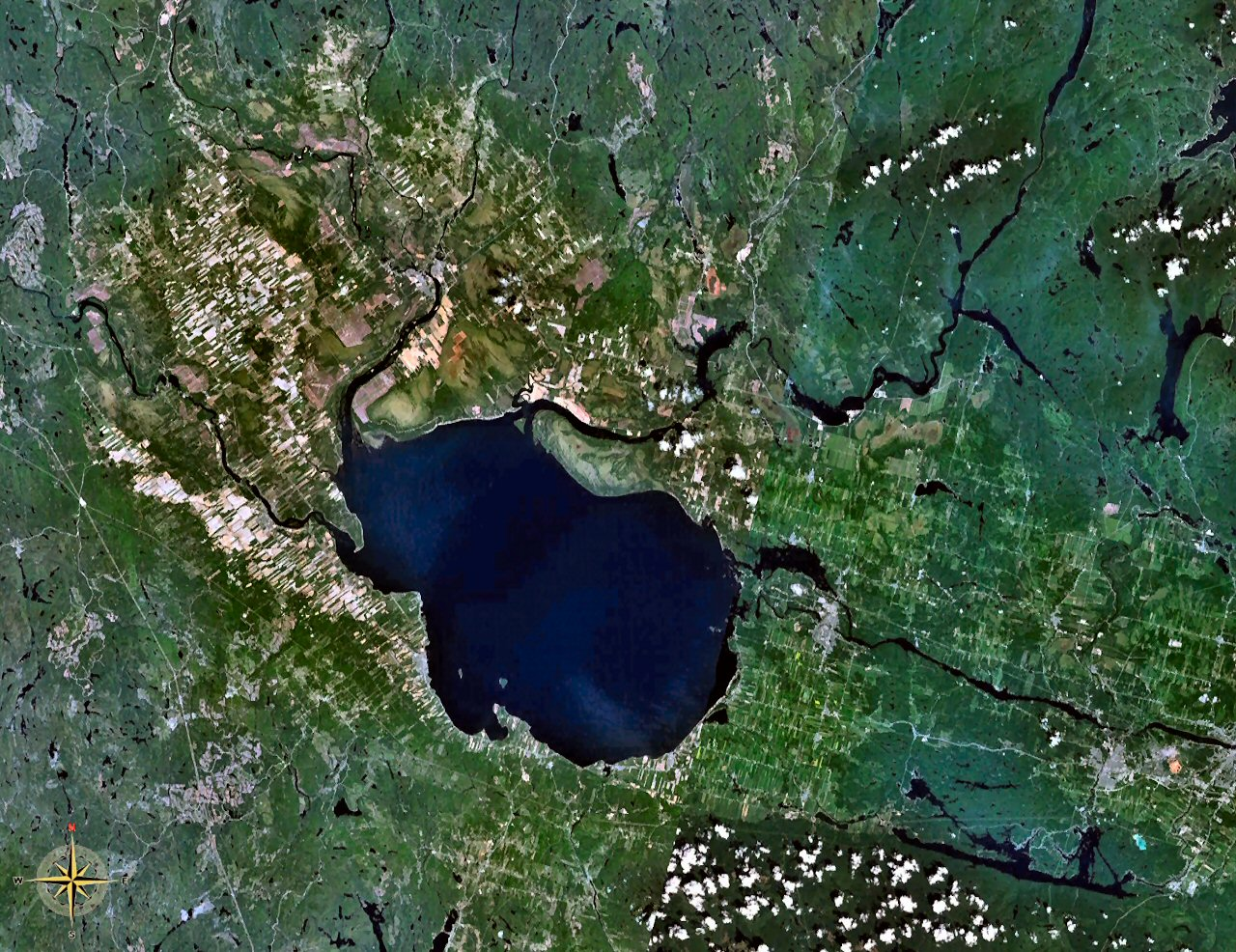
Le lac Saint-Jean, vu de l'espace.

### XVIIesiècle
- 1603 - 27 mai : Premier traité entre les Blancs et les Montagnais, conclu par Champlain, à Tadoussac.
- 1628 - Printemps : Prise de Tadoussac par les frères Kirke, huguenots français à la solde des Britanniques.
- 1641 - Début de la mission des Jésuites au Saguenay.
- 1647 - décembre : Création du Domaine Royal par le Roi de France. Le territoire du Saguenay–Lac-Saint-Jean est donc détaché du reste de la Nouvelle-France.
- 1661 - Les Iroquois incendient le poste de traite de Tadoussac.
- 1664 - Guerre entre les Iroquois et les Montagnais au Lac-Saint-Jean.
- 1676 - Établissement d'une mission catholique et d'un poste de traite à Chicoutimi.
- 1680 - Établissement d'une résidence pour les missions catholiques, à Métabetchouan.

### XVIIIesiècle
- 1756 - Début de la guerre de Sept Ans, opposant les colonies britanniques et françaises.
- 1759 - Débarquement de la flotte britannique devant le poste de traite de Chicoutimi et prise de toutes les fourrures comme butin de guerre.
- 1760 - Capitulation de Montréal et de la Nouvelle-France face à la couronne Britannique.
- 1791 - L'Acte constitutionnel - Division du Canada en deux parties, le Haut-Canada et le Bas-Canada.

### XIXesiècle
- 1838 - Arrivée à L'Anse-Saint-Jean et à la Grande Baie des 14 colons à la solde de la Société des Vingt et Un sur la goélette de Thomas Simard.
- 1842 - mai : Revendication de toutes les installations de la Société des Vingt et Un au Saguenay–Lac-Saint-Jean par William Price, père.
- 1842 - Fondation de la municipalité de Chicoutimi par Peter McLeod.
- 1847 - Fondation de la municipalité de Jonquière par Marguerite Belley et ses fils
- 1849 - Exploration du Lac-Saint-Jean par l'abbé Nicolas Tolentin Hébert qui est à la recherche d'un territoire pour fonder le village d'Hébertville.
- 1852 - Mort de Peter McLeod, surnommé Le Roi de Chicoutimi, ce qui permettra à William Price d'exercer un monopole sur l'exploitation forestière de la région.
- 1858 - Fondation de la municipalité de L'Anse-Saint-Jean.
- 1859 - Fondation des municipalités d'Hébertville et de Roberval.
- 1866 - Établissement d'un service de traversier entre Chicoutimi et le village de Sainte-Anne, sur la rive de la rivière Saguenay.
- 1867 - Confédération canadienne.
- 1867 - Fondation de la paroisse de St-Joseph-d'Alma.
- 1870 - 19 mai : Destruction presque totale du territoire compris entre Mistassini et la Baie des Ha! Ha! par le Grand Feu.
- 1881 - Fondation de la municipalité de Saint-Méthode (Ticouape).
- 1885 - Fondation de la municipalité de Saint-Bruno.
- 1888 - Arrivée du chemin de fer à Chambord.
- 1889 - Automne : Grave épidémie de typhoïde.9
- 1892 - Fondation de la municipalité de Mistassini
- 1893 - Arrivée du chemin de fer à Chicoutimi.
- 1898 - Fondation du Village de Ste-Monique et Ouverture du Moulin de Chicoutimi qui fabrique des pâtes et papiers.
- 1899 - 17 juillet : Construction d'une usine de pâtes et papiers à Jonquière.
- 1900 - Construction d'une usine de pâtes et papiers à Métabetchouan.

### XXesiècle
- 1901 - Fondation de la municipalité de Val-Jalbert
- 1902 - Incendie de l'usine de pâtes et papiers de Métabetchouan.
- 1902 - Fondation de la municipalité de Saint-Ambroise.
- 1910 - Arrivée du chemin de fer à Bagotville.
- 1912 - Fondation de la municipalité de Kénogami.
- 1915 - Début de la construction du port en eaux profondes à Port-Alfred.
- 1916 - Construction d'une usine de pâtes et papiers à Port-Alfred.
- 1918 - Incorporation par Julien-Édouard-Alfred Dubuc de la municipalité de Port-Alfred.
- 1918 - Automne : Grave épidémie de grippe espagnole - Plusieurs centaines de victimes à travers la région.
- 1927 - Fermeture de la pulperie de Val-Jalbert.
- 1938 - Adoption du drapeau régional lors des fêtes du centenaire de la région.
- 1942 - Construction de l'Aéroport de Bagotville.
- 1954 - Ouverture de l'Aéroport de Roberval.
- 1971 - mai : Glissement de terrain à Saint-Jean-Vianney qui cause la mort de 31 personnes.
- 1976 - Grève de plusieurs mois des ouvriers des usines de pâtes et papier de Jonquière et d'Alma.
- 1988 - novembre : Tremblement de terre d'une magnitude de 6,2.
- 1996 - juillet : Des pluies diluviennes causent la mort et des dégâts considérables sur le bassin versant du Lac Kénogami et sur la Rivière des Ha! Ha!, notamment dans les villes de Chicoutimi, Jonquière et La Baie.
- 1997 - Fusion des villes de Dolbeau et Mistassini pour former l'actuelle ville de Dolbeau-Mistassini

### XXIesiècle
- 2001 - février : Fusion de la ville d'Alma avec la municipalité de Delisle, pour former la ville d'Alma
- 2002 - février : Fusion de Chicoutimi, Jonquière, La Baie, Laterrière, Shipshaw, Lac Kénogami et une portion du territoire de Canton Tremblay pour former l'actuelle ville de Saguenay.
- 2013 - Célébration des 175 ans de la région

## Démographie
| 1852  | 1861   | 1871   | 1881   | 1891   | 1901   | 1911   | 1921   | 1931    |
| ----- | ------ | ------ | ------ | ------ | ------ | ------ | ------ | ------- |
| 5 241 | 10 329 | 17 493 | 24 952 | 28 726 | 37 367 | 51 113 | 73 117 | 105 977 |

| 1941    | 1951    | 1961    | 1971    | 1981    | 1991    | 2001    | 2006    | 2011    |
| ------- | ------- | ------- | ------- | ------- | ------- | ------- | ------- | ------- |
| 143 187 | 197 910 | 262 426 | 265 642 | 285 284 | 286 159 | 278 279 | 272 610 | 274 880 |

| 2016    | 2021    | 2026 | 2031 | 2036 | 2041 | 2046 | 2051 | 2056 |
| ------- | ------- | ---- | ---- | ---- | ---- | ---- | ---- | ---- |
| 276 368 | 279 949 | -    | -    | -    | -    | -    | -    | -    |

La population du Saguenay–Lac-Saint-Jean est presque totalement concentrée dans l'espace municipalisé autour de la rivière Saguenay et du lac Saint-Jean qui représente 11 % des 95 892,8 kilomètres de la région. Répartis à l'ensemble du territoire, la densité moyenne est très faible ; 2,9 habitants au kilomètre carré.
En 2008, 274 919 Saguenay-Jeannois étaient dénombrés majoritairement répartis dans 5 principaux centres urbains, c'est-à-dire Saguenay (53 % de la population), Alma (11 %), Dolbeau-Mistassini (5 %), Saint-Félicien (4 %) et Roberval (4 %). La région compte pour 3,8 % de la population du Québec.
- Population : 286 768 habitants (2024)[67]
- Superficie : 95 893 km2
- Densité : 3 hab./km2
- Taux de natalité : 10,0 ‰ (2012)
- Taux de mortalité : 8,4 ‰ (2012)

Langue parlée à la maison :
- français 99,0 % ;
- anglais 0,6 % ;
- autres 0,4 %.

### Familles
Certains noms de famille sont particulièrement communs dans la région. Environ 8,2 % des Tremblay du Québec y habite. Les Bouchard : 3,3 %, les Gagnon : 2,9 %, les Simard : 2,7 %, les Girard : 2,3 %, les Fortin : 2,2 %, etc..

### Agglomérations
Le tableau suivant répertorie les 20 plus grandes agglomérations urbaines (ou centres urbains) de la région en 2021. 
| Saguenay                     | 144 723 (2021) | Saint-Bruno                   | 2 902 (2021) |
| Alma                         | 30 331 (2021)  | Saint-Prime                   | 2 760 (2021) |
| Dolbeau-Mistassini           | 13 718 (2021)  | Hébertville                   | 2 500 (2021) |
| Saint-Félicien               | 10 089 (2021)  | Albanel                       | 2 181 (2021) |
| Roberval                     | 9 840 (2021)   | Saint-Gédéon                  | 2 177 (2021) |
| Saint-Honoré                 | 6 376 (2021)   | L'Ascension-de-Notre-Seigneur | 2 079 (2021) |
| Métabetchouan–Lac-à-la-Croix | 4 121 (2021)   | Saint-Nazaire                 | 2 062 (2021) |
| Saint-Ambroise               | 3 883 (2021)   | Saint-Fulgence                | 2 061 (2021) |
| Saint-David-de-Falardeau     | 2 996 (2021)   | Chambord                      | 1 748 (2021) |
| Normandin                    | 2 991 (2021)   | Larouche                      | 1 601 (2021) |

## Administration

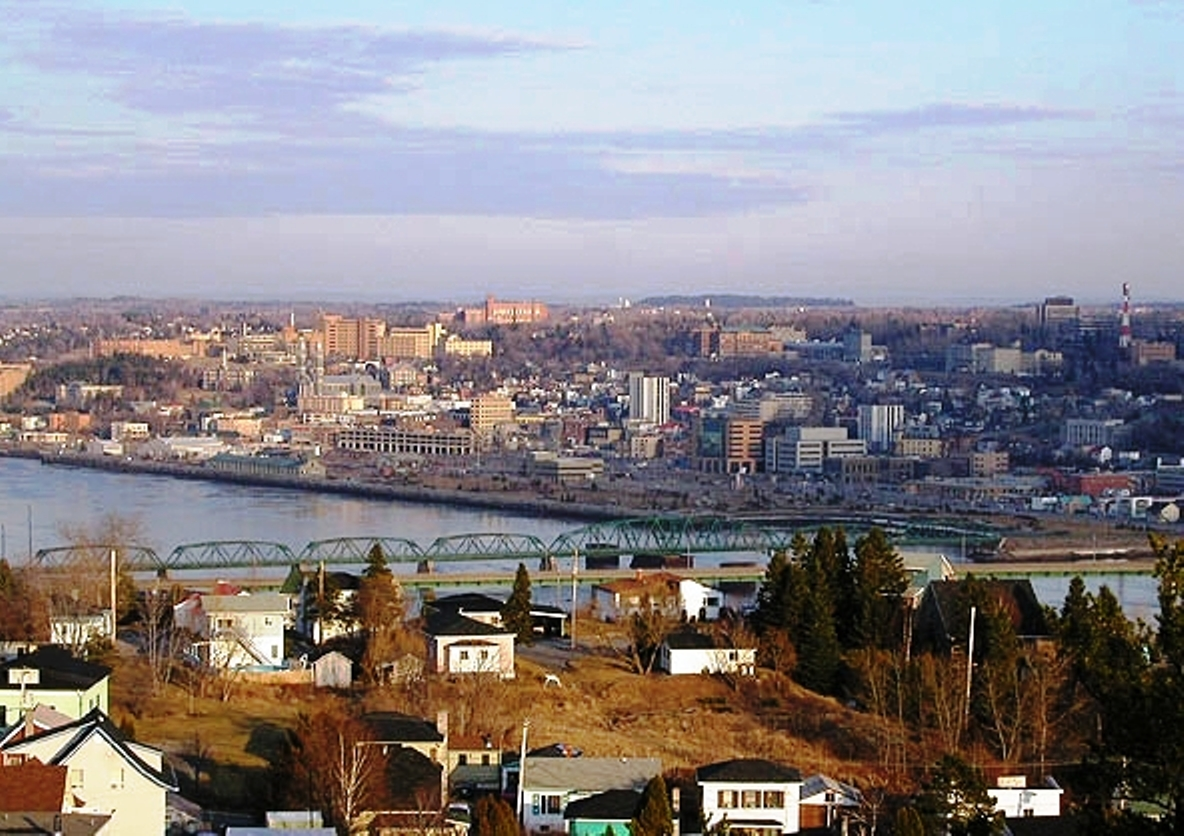
L'arrondissement Chicoutimi de la ville de Saguenay.

### Municipalités régionales de comté ou territoires équivalents
- Lac-Saint-Jean-Est, dont le chef-lieu est la ville d'Alma.
- Le Domaine-du-Roy, dont le chef-lieu est la ville de Roberval.
- Le Fjord-du-Saguenay, dont le chef-lieu est Saint-Honoré.
- Maria-Chapdelaine, dont le chef-lieu est la ville de Dolbeau-Mistassini.
- La ville de Saguenay.

#### Municipalité autochtone hors MRC
- Réserve autochtone de Mashteuiatsh[70]. (Conseil tribal Mamuitun)

## Politique

### Ministre responsable
| Années | Années          | Député             | Parti                   |
| ------ | --------------- | ------------------ | ----------------------- |
|        | 2012 - 2014     | Stéphane Bédard    | Parti québécois         |
|        | 2014 - 2018     | Philippe Couillard | Parti libéral du Québec |
|        | 2018 - en cours | Andrée Laforest    | Coalition avenir Québec |

### Circonscriptions électorales

#### Circonscriptions électorales provinciales
- Chicoutimi : Andrée Laforest (CAQ)
- Dubuc : François Tremblay (CAQ)
- Jonquière : Yannick Gagnon (CAQ)
- Lac-Saint-Jean : Éric Girard (CAQ)
- Roberval : Nancy Guillemette (CAQ)

#### Circonscriptions électorales fédérales
- Chicoutimi—Le Fjord : Richard Martel (PCC)
- Jonquière : Mario Simard (BQ)
- Lac-Saint-Jean : Alexis Brunelle-Duceppe (BQ)

## Éducation

### Enseignement primaire et secondaire
L'enseignement primaire et secondaire dans la région est assuré par quatre centres de services scolaires relevant du ministère de l'Éducation du Québec. Ces centres de services scolaires sont également chargés de l'éducation secondaire aux adultes et de la formation professionnelle. À des fins d'organisation, ces centres assurent les services de cinq districts scolaires chacun.  

#### Centre de services scolaire de la Jonquière
Voici les territoires desservis par le centre de services scolaire :
- Saguenay (arrondissement Jonquière)
- MRC Le Fjord-du-Saguenay (municipalités de Bégin, Larouche, Saint-Ambroise et Saint-Charles-de-Bourget)

#### Centre de services scolaire du Lac-Saint-Jean
Voici les territoires desservis par le centre de services scolaire :
- MRC Lac-Saint-Jean-Est (villes d'Alma et de Desbiens et municipalités de Hébertville, Hébertville-Station, L'Ascension, Labrecque, Lamarche, Métabetchouan–Lac-à-la-Croix, Saint-Bruno, Sainte-Monique, Saint-Gédéon, Saint-Henri-de-Taillon, Saint-Nazaire)

#### Centre de services scolaire du Pays-des-Bleuets
Voici les territoires desservis par le centre de services scolaire :
- MRC Maria-Chapdelaine
- MRC Le Domaine-du-Roy
- Mashteuiatsh
- MRC Lac-Saint-Jean-Est (municipalité de Saint-Ludger-de-Milot)

#### Centre de services scolaire des Rives-du-Saguenay
Voici les territoires desservis par le centre de services scolaire :
- Saguenay (arrondissements Chicoutimi et La Baie)
- MRC Le Fjord-du-Saguenay (ville et municipalités d'Anse-Saint-Jean, Ferland-Boilleau, Petit-Saguenay, Rivière-Éternité, Saint-David-de-Falardeau, Saint-Félix-d'Otis, Saint-Fulgence, Saint-Honoré, Sainte-Rose-du-Nord)
- MRC de Charlevoix-Est (territoire non organisé de Sagard situé dans la région de la Capitale-Nationale)[75]

### Enseignement supérieur
Au Saguenay–Lac Saint-Jean, on y retrouve 4 cégeps ainsi qu'une université :
- Université du Québec à Chicoutimi
- Collège d'Alma
- Cégep de Chicoutimi
- Cégep de Jonquière
- Cégep de Saint-Félicien

## Santé

### Établissements
CIUSSS du Saguenay–Lac-Saint-Jean .
Affilié à l'Université du Québec à Chicoutimi;
- Agence de la santé et des services sociaux du Saguenay–Lac-Saint-Jean.
- Centre jeunesse du Saguenay–Lac-Saint-Jean.
- Centre de réadaptation en déficience intellectuelle et en troubles envahissants du développement du Saguenay–Lac-Saint-Jean.

- Centre de santé et de services sociaux Cléophas-Claveau.
- Centre de santé et de services sociaux de Chicoutimi.
- Centre de santé et de services sociaux de Jonquière.
- Centre de santé et de services sociaux de Lac-Saint-Jean-Est.
- Centre de santé et de services sociaux Domaine-du-Roy.
- Centre de santé et de services sociaux Maria-Chapdelaine.

### Particularités régionales
En raison d'un effet fondateur, certaines maladies génétiques ne se rencontrent essentiellement que dans cette région du monde, tel le syndrome d'Andermann ou l'ataxie de Charlevoix-Saguenay.

## Économie
En 2009, les secteurs de la fabrication, de l’enseignement, la santé et l'assistance sociale et du commerce représentaient près de la moitié du PIB au Saguenay–Lac-Saint-Jean. La fabrication était un des secteurs important de l’économie de la région, avec 20,7 % du PIB régional, plaçant la région au troisième rang pour ce secteur au Québec. Ce secteur arrivait au troisième rang en termes d’emploi, avec 13,4 % de l'emploi de la région. Le secteur de l’enseignement, de la santé et de l'assistance sociale arrivait au deuxième rang de l’économie de la région, avec 15,4 % du PIB, mais au premier rang des emplois, avec 21,6 %, tandis que le commerce représentait 11,7 % du PIB et 18,8 % des emplois.
Selon les estimations du gouvernement canadien, l'exploitation forestière génère près de deux milliards de dollars et 25 000 emplois au Saguenay–Lac-Saint-Jean. Sur un total de 49 municipalités, 23 dépendraient de l'industrie forestière.

### Matières premières

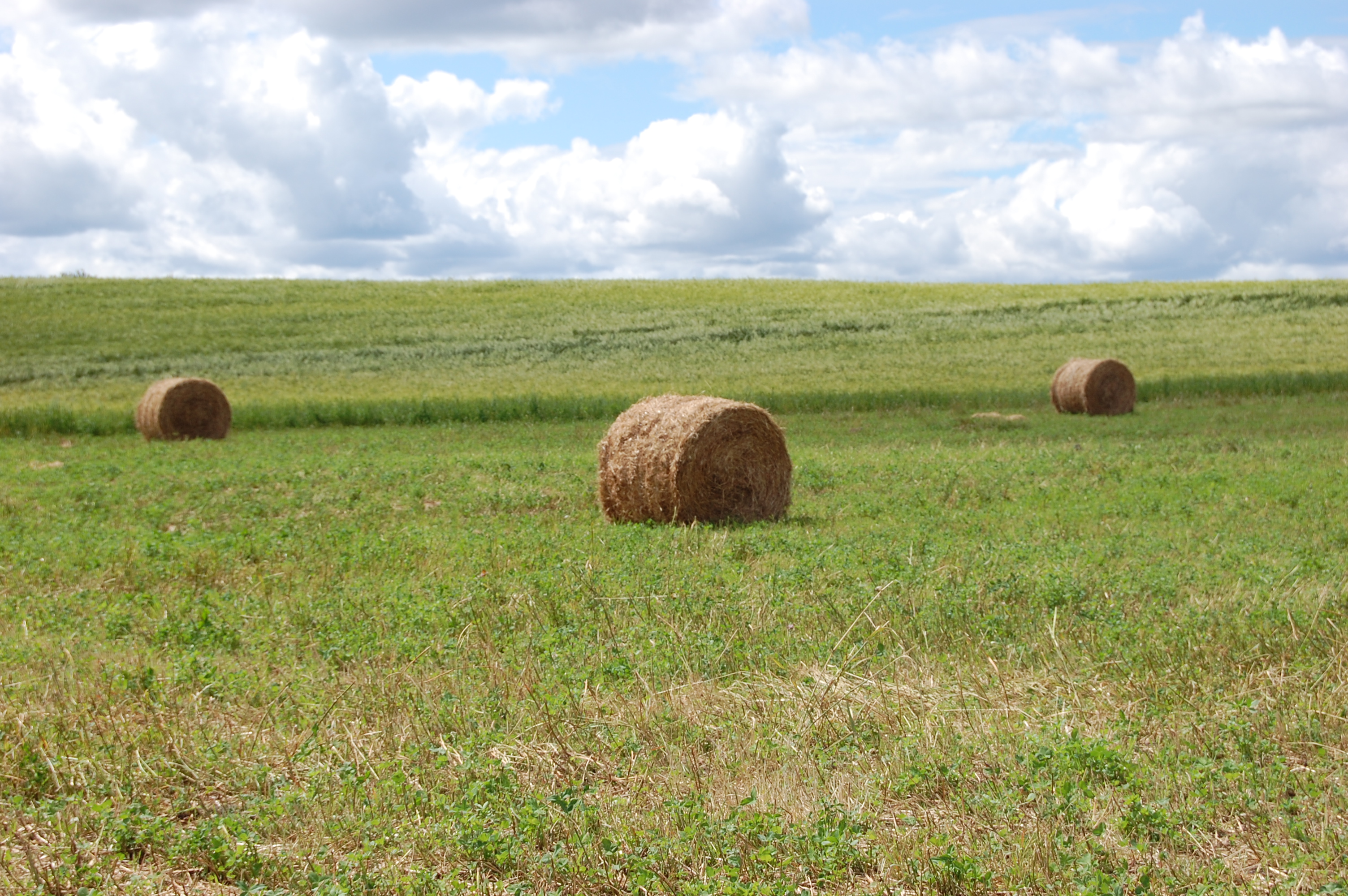
Balles de foin séchant dans un champ aux abords du rang Saint-Martin à Chicoutimi.

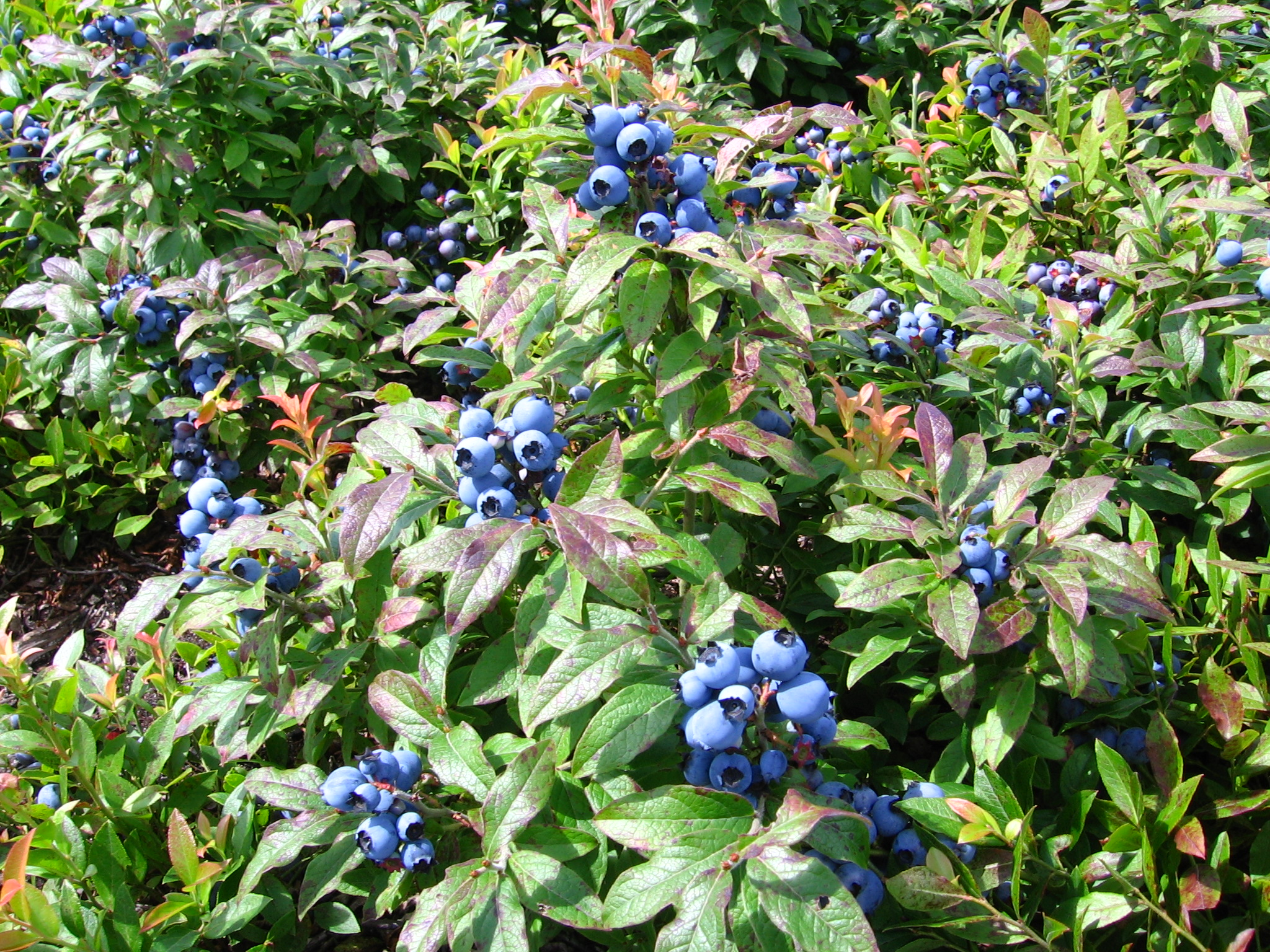
Bleuets du Lac Saint-Jean.

#### Agriculture et élevage
| Type de culture                  | Superficie en Acres | Superficie en Acres |
| Plantes fourragères              | 72 835              |                     |
| Céréales et légumes protéagineux | 41 000              |                     |
| Bleuets                          | 17 835              |                     |
| Pommes de terre                  | 2 663               |                     |
| Fruits et légumes                | 560                 |                     |
| Plantes ornementales             | 460                 |                     |
| Autres                           | 500                 |                     |
| Total                            | 135 853             | 135 853             |

## Culture

### Langue et dialecte
Le français local est largement reconnaissable par ses particularismes autant phonétiques que lexicaux. À la différence de plusieurs sous-idiomes québécois, celui de la région est francisant envers tous les anglicismes, ainsi, le mot anglais lighter (« briquet »), n'a pas la prononciation anglaise qu'on peut retrouver à Montréal et est prononcé /lak.tœʁ/. De plus, plusieurs mots sont uniques à la région. Ainsi, on dira « coteur » pour les bordures de routes, « soute » pour les vêtements d'hiver, « froque » pour un manteau, etc. Les habitants de la région posent aussi un accent tonique très fort sur les voyelles u et i, en plus de nasaliser fortement les voyelles nasales[pas clair].
D'autres expressions régionales sont :
- À cause ? – signifie « pourquoi ? » et « pour quoi (pour quelle raison) ? »
- R’gard – dérivé du verbe regarder
- Être d’adon – se dit d’une personne d’agréable compagnie
- Faire simple – faire des pitreries pour faire rire ou déranger
- Là là – Interjection notoire utilisée en fin de phrase pour accentuer le propos

Les premiers colons du Saguenay sont de Charlevoix (1838) et ceux du Lac-Saint-Jean viennent du Bas-Saint-Laurent (1848),. Au fil des années, l’accent et le vocabulaire de ces deux régions ont pris de fortes ressemblances.

### Symboles

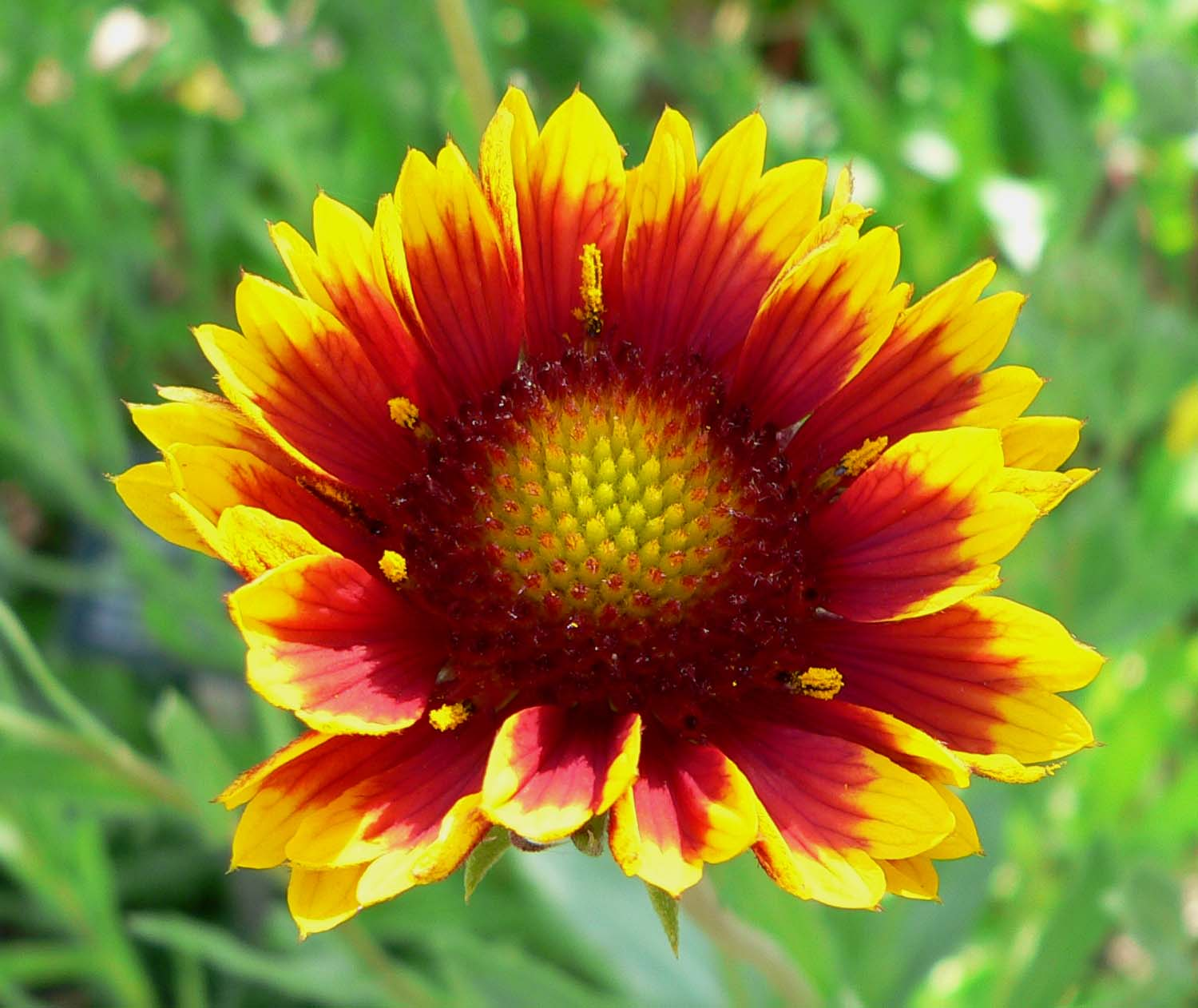
La gaillarde, emblème floral de la région.

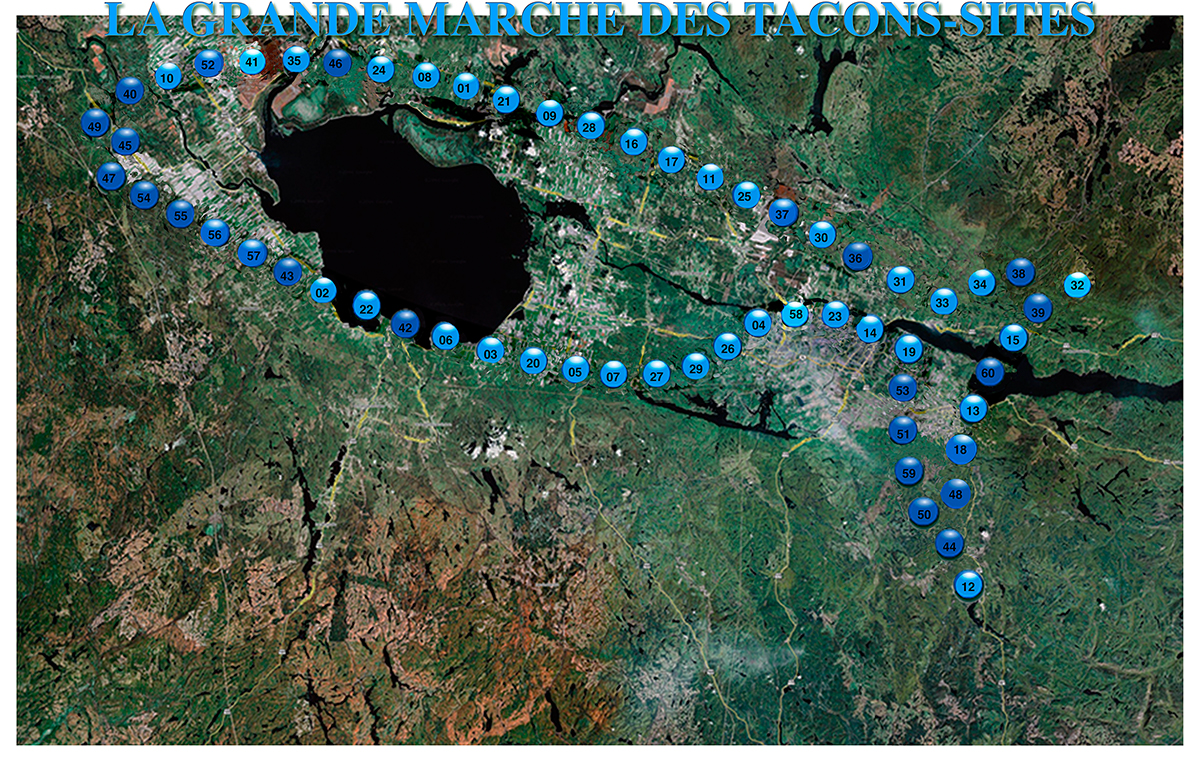
La ouananiche, emblème animalier du Saguenay–Lac-Saint-Jean.

Les couleurs du drapeau du Saguenay–Lac-Saint-Jean représentent des éléments plus ou moins significatifs de la région. Ainsi le rouge représente les habitants, le vert représente la nature, le jaune représente l'industrie agroalimentaire et le gris représente l'industrie de l'aluminium.
Le Lac-Saint-Jean est reconnu pour ses bleuets et sa tourtière. Le Saguenay, lui, est reconnu pour son point de liaison avec le Lac-Saint-Jean et ses fonderies d'aluminium.
C'est lors du 150e anniversaire de la fondation du Saguenay—Lac-Saint-Jean, en 1988, que la ouananiche est devenu officiellement l'emblème animalier de la région. Le duo d'artistes Interaction Qui (A. Laroche et J. Maltais) a célébré ce symbole de solidarité régionale en réalisant la Grande marche des Tacons Sites (1995 à 2015),.

### Artistes originels du Saguenay
- Philippe Belley, réalisateur et documentariste saguenéen.